# Universitatea de Vest din Timișoara
| 1. Sediul central 2. Facultatea de Arte și Design 3. Facultatea de Chimie, Biologie Geografie (corpul A), FEAA (corpul B) | 4. Facultatea de Drept 5. Facultatea de Muzică și Teatru |

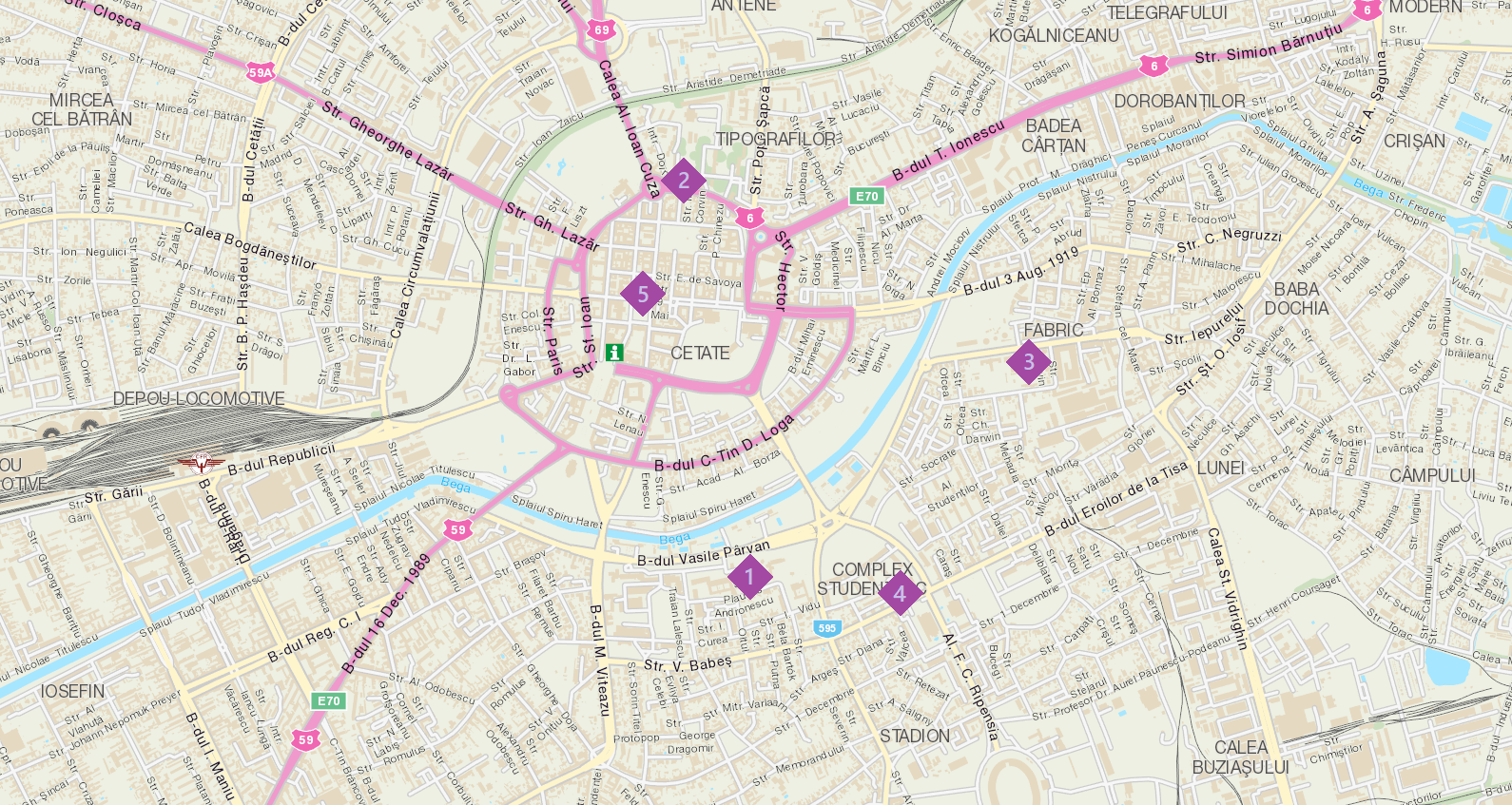
Locațiile facultăților UVT
1. Sediul central
2. Facultatea de Arte și Design
3. Facultatea de Chimie, Biologie Geografie (corpul A), FEAA (corpul B)
4. Facultatea de Drept
5. Facultatea de Muzică și Teatru

Universitatea de Vest din Timișoara (acronim: UVT) este principala instituție de învățământ superior și centru de cercetare din vestul României. Clasificată de Ministerul Educației ca o universitate de educație și cercetare științifică, UVT este unul din cei cinci membri ai consorțiului „Universitaria” (grupul universităților românești de elită). De asemenea, Universitatea de Vest este o instituție componentă a Sistemului Național de Cercetare–Dezvoltare–Inovare în calitatea sa de instituție de învățământ superior acreditată.
Originea UVT este legată de Decretul-lege nr. 660/30 decembrie 1944, în care se menționa că o universitate trebuia creată în partea de vest a țării. Primele sale facultăți au fost desființate sau au devenit instituții independente. Transformarea acestei instituții de învățământ superior într-o universitate a avut loc la sfârșitul lunii septembrie 1962. În anul 1968 instituția a devenit o universitate de sine stătătoare. A urmat o perioadă dificilă, în special pentru științele umaniste și cele exacte. Domenii ca muzica, artele plastice, istoria, geografia, știintele naturii sau chimia au dispǎrut una câte una, în timp ce filologia și-a restrâns mult activitatea. Drept urmare multe din facultǎțile universității au fost transferate la alte instituții. Anul 1989, anul revoluției române, a fost un punct de cotitură în dezvoltarea universității. Aceasta a condus la condițiile de astăzi. O schimbare esențială de mentalitate a avut loc în percepția instituției academice, urmând modelul instituțiilor democratice similare din vest. O amplă reformă instituțională a avut loc, începând cu redefinirea misiunii universității, prin stabilirea obiectivelor de urmat pentru realizarea misiunii.
Universitatea de Vest din Timișoara cuprinde 11 facultăți cu departamentele respective, precum și un departament de formare a cadrelor didactice. Facultățile care funcționează în cadrul UVT oferă programe de studii acreditate la nivel național la nivel de licență, masterat și doctorat în următoarele domenii: Arte și Design; Chimie, Biologie, Geografie; Drept; Economie și Administrarea Afacerilor; Educație Fizică și Sport; Fizică; Litere, Istorie și Teologie; Matematică și Informatică; Muzică și Teatru; Sociologie și Psihologie; Științe Politice, Filosofie și Științe ale Comunicării.

## Istoric
- 1841 – Se înființează Facultatea de Filosofie.[8]
- 1845 – Se înființează Facultatea de Drept.[8]
- 30 decembrie 1944 – Regele Mihai I promulgă Legea nr. 660, prin care decretă înființarea Universității din Timișoara, care urmează să cuprindă facultățile: Drept, Litere și Filosofie, Științe, Medicină umană, Medicină veterinară, Farmacie și Teologie.
- 1945 – Guvernul Petru Groza decretează că Universitatea din Timișoara va fi, mai întâi, o Facultate de Medicină.[9]
- 1948 – Se înființează Institutul Pedagogic de trei ani cu Facultatea de Matematică–Fizică.
- 1956 – Este inaugurată Facultatea de Filologie, cu durata studiilor de cinci ani.
- 27 septembrie 1962 – Institutul Pedagogic devine Universitatea din Timișoara.
- 1962 – Încep lucrările la noua clădire a universității, pe bulevardul Vasile Pârvan.
- 1967 – Este înființată Facultatea de Științe Economice.
- 1974 – Specializările de fizică–chimie, biologie, geografie, istorie, muzică și arte plastice sunt desființate, iar cadrele didactice „risipite”.[9]
- Decembrie 1989 – În Universitatea din Timișoara mai funcționează doar trei profile.[9]
- 9 octombrie 1994 – Universitatea din Timișoara își dobândește actuala denumire.

Universitatea de Vest a fost întemeiată oficial prin Decretul-lege nr. 660/30 decembrie 1944, promulgat de regele Mihai I. Acest act prevedea ca institutul nou înființat să funcționeze începând cu anul universitar 1944–1945 cu următoarele specializări: Drept, Litere și Filosofie, Științe, Medicină umană, Medicină veterinară, Farmacie și Teologie. Aplicarea Decretului-lege a fost abandonată, cu excepția înființării Facultății de Medicină. În anul 1948 se pun bazele Institutului Pedagogic, prin Facultatea de Matematică–Fizică, în 1956 se adaugă Facultatea de Filologie, cu cinci specializări (română, franceză, engleză, germană și rusă), iar din anul universitar 1959–1960 și facultățile pedagogice de trei ani (istorie–geografie, biologie, chimie, muzică, arte plastice și educație fizică). Institutul Pedagogic de cinci ani funcționa, din punct de vedere structural, cu planul de învățământ și programele analitice ale disciplinelor, la același nivel cu universitățile de tradiție din România.
De abia prin Hotărârea Consiliului de Miniștri nr. 999/27 septembrie 1962, Institutul Pedagogic de cinci ani (Facultățile de Matematică–Fizică și Filologie) se transformă în Universitatea din Timișoara. În același an, demarează lucrările la noua clădire a universității, pe bulevardul Vasile Pârvan, sub coordonarea arhitectului Hans Fackelmann. În anul 1967–1968 se adaugă Facultatea de Științe Economice, nou întemeiată, apoi facultățile Institutului Pedagogic de trei ani. După o perioadă de funcționare hibridă cu specializări având cicluri de studii de trei, patru și cinci ani (1962–1967), integrarea într-o structură universitară unitară este finalizată. În anul 1970 existau 12 facultăți, cu 20 de specializări. În perioada anilor 1962–1989, evoluția universității a fost condiționată, sub controlul strict al activităților din învățământul românesc, actului educativ și de formare profesională, prin ordine și decizii ministeriale marcate ideologic. Incoerența programului, cu pretinsă orientare spre modernizare, a determinat nesiguranță și instabilitate în structurile și activitățile universitare. S-au înființat și desființat facultăți, secții, specializări, catedre și discipline, cel mai adesea fără nicio motivare temeinică.
Începând cu anul 1990, Universitatea din Timișoara și-a asumat o direcție de dezvoltare similară cu modelele clasice ale universităților europene, ajungând în scurt timp un important centru de învățământ, știință și cultură. Prin Ordinul Ministerului Învățământului nr. 9874/9 octombrie 1994, Universitatea din Timișoara dobândește actuala sa denumire de Universitatea de Vest din Timișoara. Structura instituției se diversifică prin înființarea de noi facultăți, secții și specializări.
De la două săli de curs (150 m²) în anul 1948, universitatea deține în prezent 17 amfiteatre, 25 de săli de cursuri, 74 de săli de seminar și laboratoare.

## Campus

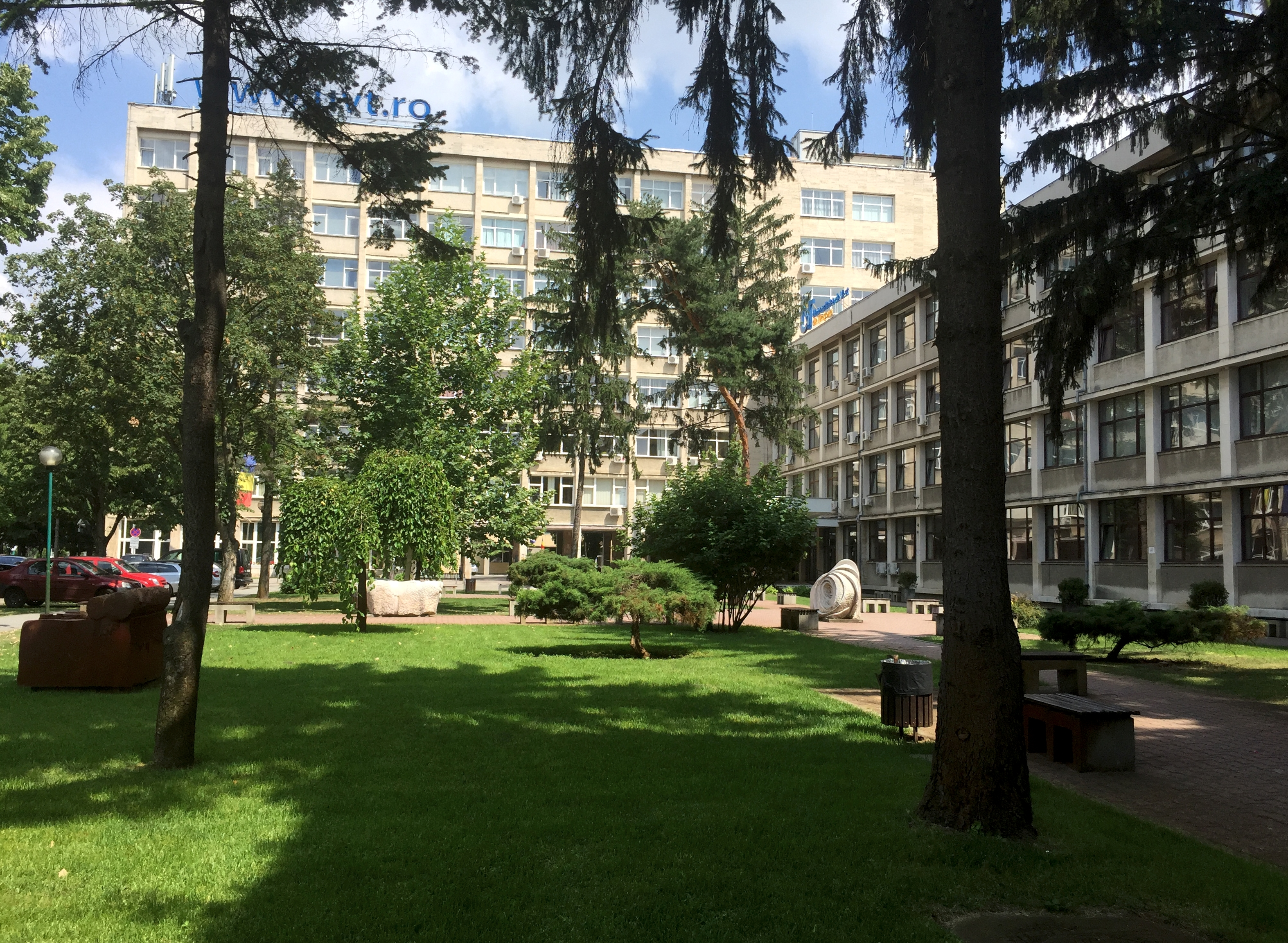
Curtea din față a Universității de Vest

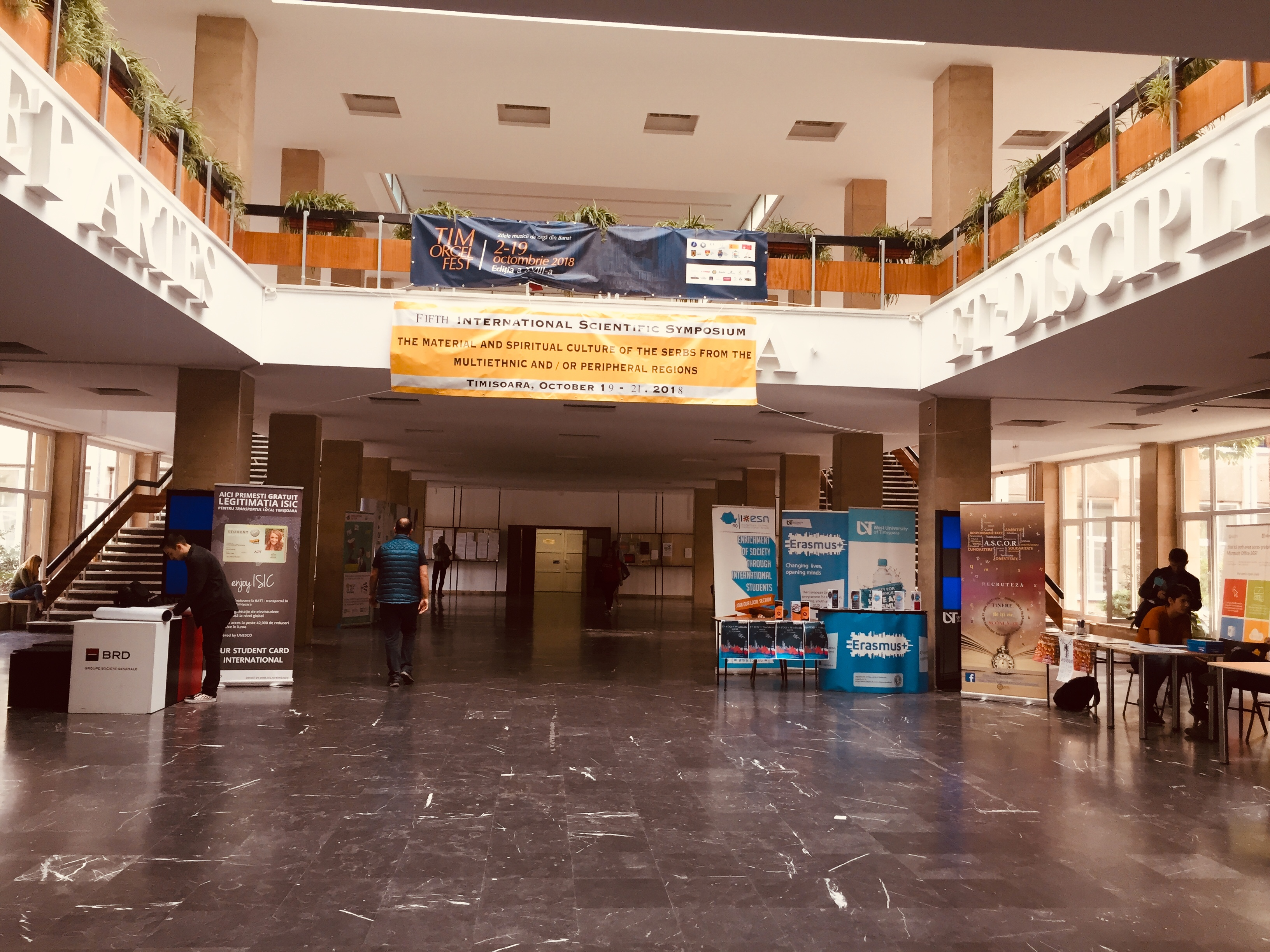
Interiorul Universității de Vest

Universitatea de Vest din Timișoara dispune de o bază materială bine consolidată, constând în bază sportivă, campus studențesc, laboratoare și centre de cercetare, bibliotecă și clădiri destinate orelor de curs.

### Complexul Studențesc
Studenții UVT sunt cazați în căminele C3, C12, C13, C15, C16, C17 și G4 din Complexul Studențesc, respectiv în căminele Camelia, Drept și Renașterii răspândite în diferite locații din oraș. UVT are o capacitate de 3.005 locuri de cazare (din cele aproximativ 13.000 în tot complexul). Totuși, UVT poate acoperi doar 60% din cereri.

### Săli și terenuri de sport
Universitatea de Vest deține două săli de sport: una în bulevardul Vasile Pârvan și alta în strada Oituz. Prima se compune dintr-o sală de gimnastică de 151,19 m² și o sală de jocuri sportive de 538,56 m². A doua a fost inaugurată în 2015 și se întinde pe 1.700 m². Aceasta dispune de vestiare pentru sportivi și arbitri, aparate de fitness, un cabinet medical și 150 de locuri în tribune. În zona Oituz, reprezentanții UVT intenționează să amenajeze mai multe terenuri exterioare de sport, dar și un bazin de înot.
De asemenea, în bulevardul Vasile Pârvan există un teren de handbal, cu o suprafață de 600 m², utilizat și pentru minifotbal și un teren de baschet cu suprafață de bitum.

### Biblioteca Centrală Universitară „Eugen Todoran”

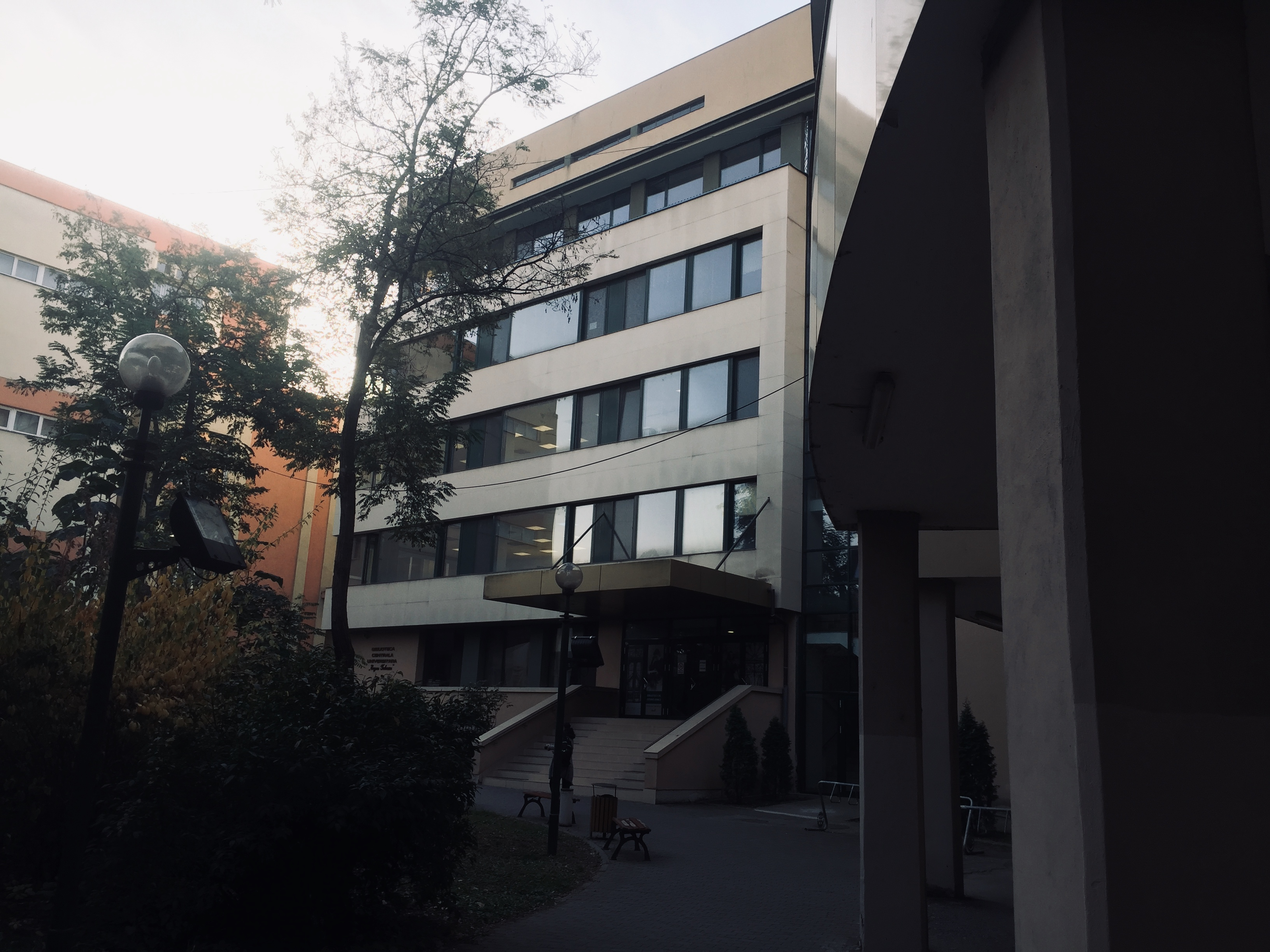
Sediul Bibliotecii Centrale Universitare „Eugen Todoran”

Crearea unei biblioteci universitare la Timișoara s-a stabilit prin Decretul-lege nr. 660/30 decembrie 1944, emis de regele Mihai I. Evenimentul s-a produs însă abia în toamna anului 1948, odată cu înființarea Institutului Pedagogic de cinci ani din Timișoara. La început, fondul de publicații al acestei biblioteci era alcătuit mai ales din cărți și reviste de matematică și fizică. După ce a luat ființă, în 1956, Facultatea de Filologie din Timișoara, biblioteca Institutului Pedagogic a dobândit profil enciclopedic și s-a îmbogățit continuu. Din 1962, odată cu transformarea Institutului Pedagogic în Universitate, Biblioteca Centrală a Universității din Timișoara s-a dezvoltat rapid. Din anul 1992, când, prin Ordinul ministrului învățământului nr. 6237/14 septembrie 1992, Biblioteca Universității din Timișoara a devenit Bibliotecă Centrală Universitară, instituție de interes național, cu personalitate juridică, similară cu cele din București, Cluj-Napoca și Iași. Cu sprijinul Fundației Soros, în 1995, pe baza proiectului TiLINE (Timișoara Library Network), BCU „Eugen Todoran” a achiziționat, împreună cu biblioteca Universității Politehnica, programul integrat de bibliotecă ALEPH (Automated Library Expandable Program), instalat pentru prima dată în România. În 2005 s-a trecut la versiunea ALEPH 500, unul dintre cele mai performante instrumente software destinate bibliotecilor, pe care-l utilizează și bibliotecile renumitelor universități Harvard, MIT, ETH Zürich, Sorbona sau biblioteci naționale precum British Library. În 2008, biblioteca a implementat, pentru prima dată în țară, sistemul RFID (Radio Frequency Identification) într-o soluție integrată cu programul ALEPH 500.
Biblioteca își desfășoară activitatea într-un sediu central, situat în bulevardul Vasile Pârvan, nr. 4A, care este compus din două corpuri de clădire: A – corpul vechi și B – corpul nou. În sediile unor facultăți ale Universității de Vest sunt organizate biblioteci filiale. Biblioteca dispune de un fond de carte de peste un milion de exemplare. Accesul la colecțiile și serviciile BCU „Eugen Todoran” se face pe baza legitimației de cititor.
Pe lângă aceasta, în cadrul UVT funcționează o editură și o tipografie proprii. Înființată în 2001, editura acoperă numeroase domenii de studiu și de cercetare: Antropologie, Etnologie, Filologie, Filosofie, Fizică, Matematică, Psihologie, Sociologie, Studii Culturale, Științe ale Comunicării, Științe ale Educației, Științe Economice, Științe Politice, Teologie, Traductologie. Editura Universității de Vest este recunoscută de CNCSIS.

### Planetariul
Planetariul Universității de Vest a fost inaugurat pe 1 ianuarie 1964. Acesta nu este deschis publicului larg, fiind utilizat de studenții universității, în special de cei care urmează cursurile de astronomie la Facultatea de Matematică și Informatică.

### Galeria Mansarda
Galeria Mansarda este situată în mansarda Facultății de Arte și Design din cadrul Universității de Vest. Galeria este spațioasă și adaptată ca amenajare pentru activități expoziționale, conferințe, mese rotunde etc.

## Organizare și administrare

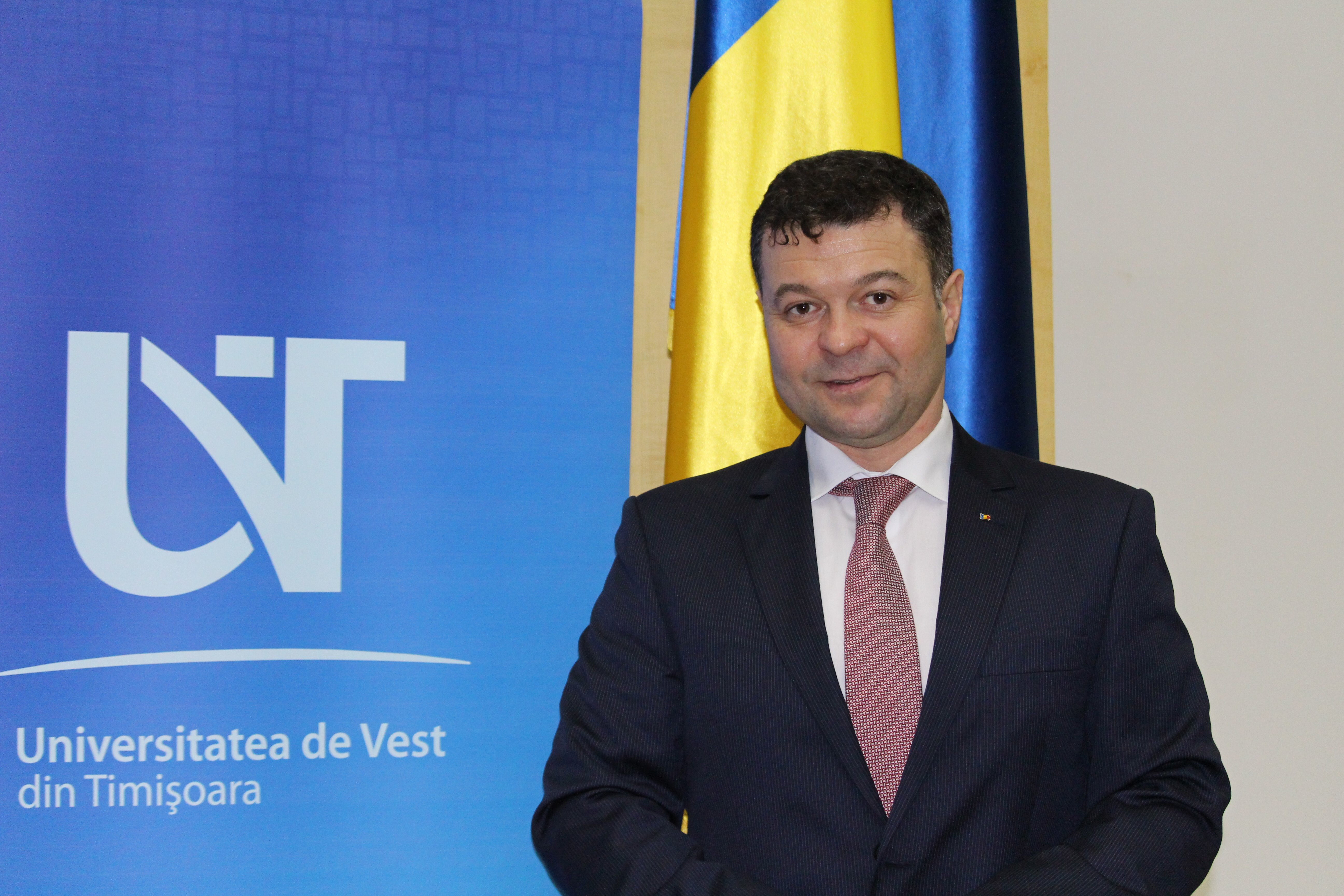
Marilen Pirtea, rectorul UVT

Consiliul de Administrație al UVT asigură, sub conducerea rectorului UVT, conducerea operativă a universității și aplică deciziile Senatului UVT. Consiliul de Administrație este format din rector, prorectori, decani, directorul general administrativ și un reprezentant al studenților, desemnat de OSUT. Funcția de rector al universității este ocupată din 2012 de Marilen Pirtea, fost decan al Facultății de Economie și de Administrare a Afacerilor.

### Afilieri și relații internaționale
Departamentul de Relații Internaționale (DRI) este responsabil de activitățile UVT orientate spre îndeplinirea obiectivelor strategice de internaționalizare ale universității. În cadrul DRI operează Biroul Erasmus+ care are ca principală sarcină dezvoltarea și implementarea programelor de mobilități și a proiectelor de cooperare internațională care se derulează la UVT sub umbrela Erasmus+ și Mecanismul Financiar SEE și Biroul de Cooperare Internațională și Studenți Străini care oferă suport instituțional și informațional studenților internaționali și cadrelor didactice străine care doresc să studieze, respectiv să desfășoare activități de predare, la UVT.
Universitatea de Vest din Timișoara este membră a Agence Universitaire de la Francophonie, European University Association și International Association of Universities. De asemenea, UVT este parte a Magna Charta Observatory, organizație non-profit fondată de Universitatea din Bologna și European University Association.
UVT a încheiat acorduri de colaborare cu 105 universități din 34 de țări din Europa, Africa, America de Nord, America de Sud și Asia.

## Învățământ și cercetare

### Cercetare științifică
Activitățile de cercetare, creație artistică și performanță sportivă sunt gestionate de Departamentul pentru Cercetare Științifică și Creație Universitară (DCSCU). Domeniile științifice cele mai productive în 2017, cu cele mai multe publicații indexate în Scopus, au fost: fizică, matematică, inginerie, științe sociale, chimie și știința mediului. Tot în 2017, Universitatea de Vest din Timișoara a fost desemnată câștigătoare a Elsevier Scopus Award for Excellence in International Collaboration.

## Activități studențești
Peste 13.000 de studenți învață la Universitatea de Vest din Timișoara. În perioada 2008–2012, numărul total al studenților UVT a scăzut cu peste 7.000, de la aproape 24.000 la sub 17.000. Printre cauzele care au determinat această scădere se numără evoluția slabă a elevilor de liceu la examenul de bacalaureat din 2011, când procentul promovaților a fost sub 40% la nivel național și tăierea numărului de locuri la taxă.
4% din studenții UVT sunt străini. În anul 2017, în Universitatea de Vest din Timișoara figurau ca înmatriculați 281 de studenți străini, cei mai mulți din Israel, Tunisia, Irak, Siria, Algeria și Italia. De asemenea, în 2017 erau înmatriculați 496 de studenți români de pretutindeni, majoritatea din Serbia și Republica Moldova.
|  | Graficele sunt indisponibile din cauza unor probleme tehnice. Mai multe informații se găsesc la Phabricator și la wiki-ul MediaWiki. |

| An universitar | Licență | Master | Doctorat | Total  |
| -------------- | ------- | ------ | -------- | ------ |
| 2008/2009      | 16.886  | 6.057  | 988      | 23.931 |
| 2009/2010      | 14.180  | 6.378  | 936      | 21.494 |
| 2010/2011      | 13.348  | 5.405  | 801      | 19.554 |
| 2011/2012      | 11.761  | 4.799  | 773      | 17.333 |
| 2012/2013      | 11.043  | 4.491  | 512      | 16.046 |
| 2013/2014      | 10.324  | 4.033  | 460      | 14.817 |
| 2014/2015      | 10.016  | 3.679  | 464      | 14.159 |
| 2015/2016      | 9.828   | 3.434  | 543      | 13.805 |
| 2016/2017      | 10.094  | 3.270  | 559      | 13.923 |
| 2017/2018      | 10.151  | 3.148  | 508      | 13.807 |

|  | Graficele sunt indisponibile din cauza unor probleme tehnice. Mai multe informații se găsesc la Phabricator și la wiki-ul MediaWiki. |

| Facultate | Bugetați | Bugetați | Bugetați | Cu taxă | Cu taxă | Cu taxă  | Total |
| Facultate | Licență  | Master   | Doctorat | Licență | Master  | Doctorat | Total |
| --------- | -------- | -------- | -------- | ------- | ------- | -------- | ----- |
| AD        | 379      | 137      | 20       | 108     | 29      | 35       | 708   |
| CBG       | 469      | 210      | 23       | 73      | 10      | 4        | 789   |
| D         | 546      | 73       | 18       | 448     | 72      | 31       | 1.188 |
| EFS       | 347      | 148      | N/A      | 258     | 83      | N/A      | 836   |
| EAA       | 1.652    | 781      | 66       | 894     | 222     | 47       | 3.662 |
| F         | 81       | 58       | 14       | 28      | 3       | 6        | 190   |
| LIT       | 975      | 312      | 44       | 179     | 23      | 31       | 1.564 |
| MI        | 731      | 220      | 21       | 461     | 22      | 14       | 1.469 |
| MT        | 229      | 90       | 11       | 8       | 2       | 18       | 358   |
| SP        | 739      | 285      | 34       | 746     | 172     | 39       | 2.015 |
| SPFSC     | 638      | 148      | 19       | 162     | 48      | 13       | 1.028 |

### Organizații studențești
Organizația Studenților din Universitatea de Vest din Timișoara (OSUT) este singura organizație sindical-studențească constituită la nivelul Universității de Vest din Timișoara, înﬁințată în 27 martie 1990, fapt ce o face cea mai reprezentativă organizație a universității. OSUT este membră cu drepturi depline a Alianței Naționale a Organizațiilor Studențești din România (ANOSR) și adesea activă în Uniunea Europeană a Studenților (ESU).
Alte organizații care activează în cadrul universității sunt:
- Organizația Studenților Basarabeni din Timișoara (OSB Timișoara)
- Asociația Studenților în Științe Exacte din Universitatea Timișoara (ASSEUT)
- AIESEC
- Asociația Studenților de la Facultatea de Științe Politice, Filosofie și Științe ale Comunicării (ASPFC)
- Centrul de Dezvoltare a Carierei (CDC)
- GEOTIM
- Asociația Studenților Francofili (HEXAGONE)
- Asociația Studenților Europeni din Timișoara (AEGEE)
- Asociația Europeană a Studenților în Drept (ELSA)
- Asociația PRO PFC (APP)

## Performanțe
Potrivit QS World University Rankings, Universitatea de Vest din Timișoara ocupă locul 71 în rândul celor mai bune universități din Europa de Est și Asia Centrală. Potrivit Webometrics Ranking of World Universities, UVT ocupă locul 1448 în lume și locul 5 în țară. În Round University Ranking, care măsoară performanța universităților pe baza a 20 de indicatori de performanță grupați în patru categorii – predare (40%), cercetare (40%), diversitate internațională (10%) și sustenabilitate financiară (10%) și șase domenii de studii – științe umaniste, științe ale vieții, științe naturale, științe tehnice, științe sociale și științe medicale, UVT ocupă poziția 647 la nivel mondial și poziția 3 la nivel național.
| Ranking                                    | An   | Global   |
| ------------------------------------------ | ---- | -------- |
| Essential Science Indicators               | 2018 | 2284     |
| Metarankingul Universitar                  | 2017 | 4        |
| QS World University Rankings               | 2018 | 801–1000 |
| Round University Ranking                   | 2018 | 647      |
| Scimago Institutions Rankings              | 2018 | 716      |
| THE World University Rankings              | 2018 | 801–1000 |
| Webometrics Ranking of World Universities  | 2018 | 1448     |
| University Ranking by Academic Performance | 2018 | 1560     |

În UI GreenMetric World University Rankings, singura clasificare din lume care măsoară angajamentul fiecărei universități participante în dezvoltarea unei infrastructuri ecologice, UVT ocupă poziția 518 la nivel mondial și poziția 4 la nivel național. În topul uniRank University Ranking al popularității website-urilor, UVT se poziționează pe locul 2683 la nivel mondial și pe locul 9 la nivel național.
În raportul nr. 44/2011 privind evaluarea externă a calității academice, Agenția Română de Asigurare a Calității în Învățământul Superior (ARACIS) a acordat Universității de Vest calificativul „grad de încredere ridicat”.

## Personalități notabile

### Rectori
- Eugen Todoran (1992 - 1996)
- Dumitru Gașpar (1996 - 2000)
- Ioan Mihai (2000 - 2008)
- Ioan Talpoș (2008 - 2012)
- Marilen Pirtea (2012 - prezent)

### Absolvenți
- Cristian Moisescu (1947–2016), primar al Aradului (1992–1996)
- Herta Müller (n. 1953), scriitoare, laureată a Premiului Nobel pentru Literatură în 2009
- László Borbély (n. 1953), ministru al mediului (2009–2012)
- Ion Ariton (n. 1956), ministru al economiei (2010–2012)
- Titu Andreescu[81] (n. 1956), matematician, antrenorul echipei SUA la Olimpiada Internațională de Matematică din 1994
- Gheorghe Ialomițianu (n. 1959), ministru al finanțelor (2010–2012)
- Aura Twarowska (n. 1967), mezzosoprană, solistă la Opera Națională din Timișoara (1997–2010) și Opera de Stat din Viena (2007–2016)
- Radu Pavel Gheo (n. 1969), prozator, eseist și dramaturg
- Chester Williams⁠(en)[traduceți][82] (n. 1970), jucător de rugby
- Robert Șerban (n. 1970), scriitor, jurnalist, editor și realizator TV
- Dan Negru[83] (n. 1971), prezentator TV
- Sorin Grindeanu (n. 1973), prim-ministru al României (ianuarie–iunie 2017)
- Daciana Sârbu[84] (n. 1977), europarlamentar (2007–prezent)
- Simona Amânar[85] (n. 1979), gimnastă, medaliată cu aur la JO din Atlanta și Sydney

### Doctor honoris causa
Universitatea de Vest din Timișoara acordă următoarele titluri onorifice: Doctor Honoris Causa Artis (pentru domeniile arte vizuale, artele spectacolului și muzică), Doctor Honoris Causa Litterarum Humaniorum (pentru domeniile limbă și literatură, istorie, filosofie, comunicare și jurnalism), Doctor Honoris Causa Legum Scientiae (pentru domeniile drept și științe administrative), Doctor Honoris Causa Beneficiorum Publicorum (acordat personalităților din afara lumii academice pentru contribuții la binele societății), Doctor Honoris Causa Scientiarum (pentru domeniile matematică, fizică, chimie, biologie, geografie, informatică și științele mediului) și Doctor Honoris Causa Socialium Scientiarum (pentru științe sociale: economie, sociologie, psihologie, științe politice, educație fizică și sport).
Din 1996 și până în prezent, aceste titluri au fost acordate mai multor personalități importante din societatea românească și pe plan internațional:
|                                                                                | | | |
| Ioan Holender (2000) Bariton, director al Operei de Stat din Viena (1992–2010) | Răzvan Theodorescu (2002) Istoric de artă, ministru al Culturii (2000–2004), membru titular al Academiei Române  | Ion Țiriac (2003) Om de afaceri, fost jucător profesionist de tenis                                              | Mugur Isărescu (2007) Guvernator al Băncii Naționale a României (1990–1999, 2000–prezent), prim-ministru al României (1999–2000) |
|                                                                                | | | |
| Mihai I (2009) Rege al României (1927–1930, 1940–1947)                         | Horia-Roman Patapievici (2012) Fizician, eseist, director al Institutului Cultural Român (2005–2012)             | Dumitru Prunariu (2013) Cosmonaut                                                                                | Claudio Magris (2014) Scriitor                                                                                                   |
|                                                                                | | | |
| Florin Piersic (2014) Actor                                                    | Ana Blandiana (2014) Scriitoare                                                                                  | Romano Prodi (2015) Prim-ministru al Italiei (1996–1998, 2006–2008), președinte al Comisiei Europene (1999–2004) | David Crystal (2015) Lingvist |
|                                                                                | | | |
| Emil Hurezeanu (2015) Jurnalist, scriitor                                      | José Manuel Barroso (2016) Prim-ministru al Portugaliei (2002–2004), președinte al Comisiei Europene (2004–2014) | Maia Morgenstern (2017) Actriță                                                                                  | Andrei Pleșu (2018) Filosof, eseist, ministru al Culturii (1989–1991), ministru al Afacerilor Externe (1997–1999)                |